# Sam & Cat
Sam and Cat là show truyền hình teen sitcom của Mỹ được phát sóng trên kênh Nickelodeon bắt đầu từ ngày 8 tháng 6 năm 2013. Đây là câu chuyện nối tiếp sau hai bộ phim "iCarly" và "Victorious". Các diễn viên chính trong phim bao gồm Jennette McCurdy trong vai Sam Puckett và Ariana Grande trong vai Cat Valentine. Hai cô gái tình cờ gặp nhau trong một cuộc phiêu lưu kỳ lạ và sau đó trở thành bạn chung nhà, kinh doanh nghề chăm sóc em bé để kiếm thêm tiền. Tại Việt Nam, bộ phim được phát sóng với tựa đề cùng tên.
Vào ngày 14/3/2014, chủ tịch Nickelodeon -  Russell Hicks đã khẳng định sẽ có phần thứ 2 và phần này sẽ có 20 tập phim. Nhưng cũng trong tháng đó, Nickelodeon đã bàn bạc lại và làm cho các fan của chương trình nghĩ rằng Seri chỉ có duy nhất một phần. Sau khi chiếu xong tập 33, người xem phải đợi 3 tháng sau mới xem được 2 tập cuối của Seri này. Tồng số tập phim được làm là 36/40, nhưng chỉ chiếu đến tập 35. Tập cuối chiếu vào ngày 17/7/2014 trước khung giờ của lễ trao giải Nickelodeon Kids' Choice Sports Awards lần thứ nhất.

## Kịch bản
Sau khi Carly (iCarly) chuyển đến Ý, Sam đã đi phượt khắp miền Tây nước Mỹ và dừng chân tại Los Angeles. Ở đây, Sam gặp người bạn mới của mình là Cat Valentine (Victorious). Ban đầu Sam định đi ngay sau khi cứu Cat thì 2 người đã kiếm được một khoản tiền nhỏ bằng việc trông trẻ. Nên Sam quyết định ở lại và cùng Cat mở dịch vụ trông trẻ của 2 người.

## Diễn viên chính
- Jennette McCurdy (Sam Puckett)
- Ariana Grande (Cat Valentine)
- Cameron Ocasio (Dice)
- Maree Cheatham (Nona)

## Ratings (tại Mỹ)
Tập đầu tiên (#Pilot) chiếu ngày 8/6/2013 đạt 4.2 triệu lượt xem. Tập thứ hai rớt xuống còn 2.6 triệu lượt xem. Tập được xem nhiều nhất (#TheKillerTunaJump: #Freddie #Jade #Robbie,) chiếu ngày 18/1/2014 đạt 4.8 triệu lượt xem. Tập ít người xem nhất (#SecretSafe) chiếu ngày 5/10/2013 với 2.0 triệu lượt xem.

## Tên các tập phim

### Phần 1: 18 tập phim:

#### Tập 1: #Tập_thử_nghiệm:
Tình cờ quen nhau qua vụ tai nạn điên rồ trên xe rác, Sam và Cat nhanh chóng trở thành bạn. Và lập nên dịch vụ trông trẻ

### Phần 2: 18 tập phim:

#### Tập 4: #Cục_súc
2 nhân vật chính phải khẳng định được rằng, từ cục súc có trong từ điển

#### 18: #Sôđa_Blue_Dog
Hiện giờ trên Netflix đã có bản lồng tiếng và có cả phụ đề

Về YouTV Từ ngày 27/2/2021 họ đã công chiếu lại